# Shimotsuke
Shimotsuke (Japans: 下野市, Shimotsuke-shi) is een stad in de prefectuur Tochigi op het eiland Honshu, Japan. De stad heeft een oppervlakte van 74,58 km² en medio 2008 bijna 60.000 inwoners.

## Geschiedenis
Op 10 januari 2006 ontstond Shimotsuke met de status van stad (shi) na samenvoeging van de gemeentes Minamikawachi (南河内町, Minamikawachi-machi), Kokubunji (国分寺町, Kokubunji-machi) en Ishibashi (石橋町, Ishibashi-machi).

## Bezienswaardigheden
- Yakushiji tempel uit ca. 700, inclusief historisch museum.
- Kokubunji tempel en klooster ruïne, gebouwd in 741.

## Verkeer
Shimotsuke ligt aan de Tohoku-hoofdlijn van de East Japan Railway Company.
Shimotsuke ligt aan de Kitakanto-autosnelweg en aan de autowegen 4 en 352.

## Economie
- Een zestal industriegebieden vallen binnen de stad met een grote diversiteit aan bedrijven.
- De bekendste landbouwproducten van Shimotsuke zijn de aardbei (soort: Tochiotome), kalebas, komkommer, spinazie en ui.
- In Shimotsuke is een academisch medische centrum gevestigd met een focus op medische technologie.

## Stedenbanden
Shimotsuke heeft een stedenband met
- Dietzhölztal, Duitsland

## Aangrenzende steden
- Utsunomiya
- Oyama
- Tochigi